# Mahra
Mahra (arabsky سلطنة المهرة‎, anglicky Mahra State), oficiálně Sultanát Mahra Kišnu a Sokotry (arabsky سلطنة المهرة في قشن وسقطرة‎, anglicky Mahra Sultanate of Qishn and Socotra) nebo Sultanát Mahra Ghajdy a Sokotry (arabsky سلطنة المهرة في الغيضاء وسقطرة‎, anglicky Mahra Sultanate of Ghayda and Socotra), případně podle vládnoucí dynastie Banu Afrar (arabsky بنو عفرار‎) byl jeden ze států v regionu Hadramaut na jihu Arabského poloostrova, který existoval od 16. do 20. století. Jeho hlavními městy byl Kišn na pevnině a Tamrida na ostrově Sokotra.
Místními jazyky jsou jihovýchodní semitské jazyky z podskupiny semitských jazyků, kterými se mluví i v přilehlé oblasti Ománu, zvané Dhofár. Oblast je známá produkcí kadidla a monzuny během období charífu.

## Historie
Sultanát byl ustanoven v roce 1549, přičemž vládu nad ostrovem Sokotra převzal od Portugalska. V roce 1866 se stala částí Adenského protektorátu pevninská část a v 30. října 1886 i ostrov Sokotra.
V 60. letech 20. století se Mahra nepřipojila k Jihoarabské federaci a zůstal pod britskou ochranou jako součást Jihoarabského protektorátu. Po odstoupení sultána 16. října 1967, komunisté sultanát ovládli a ten se 30. listopadu 1967 stal součástí Jižního Jemenu.
V roce 1990 se Jižní a Severní Jemen sjednotily do Jemenské republiky. Pevninské území někdejšího sultanátu tvoří guvernorát Mahra, zatímco ostrov Sokotra patřil nejprve ke guvernorátu Aden, v roce 2004 přešel pod guvernorát Hadramaut a od roku 2013 tvoří vlastní guvernorát Sokotra.

### Sultánové
Vládnoucí sultány v Mahře zachycuje tabulka:
| začátek vlády | konec vlády | tituly         | jméno                                   |
| ------------- | ----------- | -------------- | --------------------------------------- |
| 1750          | 1780        | Sultán         | Afrar al-Mahri                          |
| 1780          | 1800        | Sultán         | Tawari I. ibn Afrar al-Mahri            |
| 1800          | 1820        | Sultán         | Sad ibn Tawari ibn Afrar al-Mahri       |
| 1834          | N/A         | Sultán Sokotry | Sultan ibn Amr                          |
| 1834          | N/A         | Sultán Kišnu   | Ahmad I. ibn Sultan                     |
| 1835          | 1845        | Sultán         | Amr ibn Sad ibn Tawari Afrar al-Mahri   |
| 1845          | N/A         | Sultán         | Tawari II. ibn Ali Afrar al-Mahri       |
| N/A           | N/A         | Sultán         | Ahmad II. ibn Sad Afrar al-Mahri        |
| N/A           | N/A         | Sultán         | Abdullah I. ibn Sad Afrar al-Mahri      |
| N/A           | N/A         | Sultán         | Abdullah II. ibn Salim Afrar al-Mahri   |
| 1875          | 1907        | Sultán         | Ali ibn Abdullah Afrar al-Mahri         |
| 1907          | 1928        | Sultán         | Abdullah III. ibn Isa Afrar al-Mahri    |
| 1946          | 1952        | Sultán         | Ahmad III. ibn Abd Allah Afrar al-Mahri |
| 1952          | 1966        | Sultán         | Isa ibn Ali ibn Salim Afrar al-Mahri    |
| 1966          | 1967        | Sultán         | Abdulah IV. ibn Ašur Afrar al-Mahri     |

## Poštovní známky
V roce 1967 vydával sultanát poštovní známky označené "Mahra State" s nadtitulem "South Arabia". Celkem vyšlo pod agenturním vlivem během několika měsíců 150 známek. Přes zjevnou neexistující poštovní funkci těchto emisí, odborníci tyto známky do filatelistických katalogů zařadili.